# Jurjev-Polskij

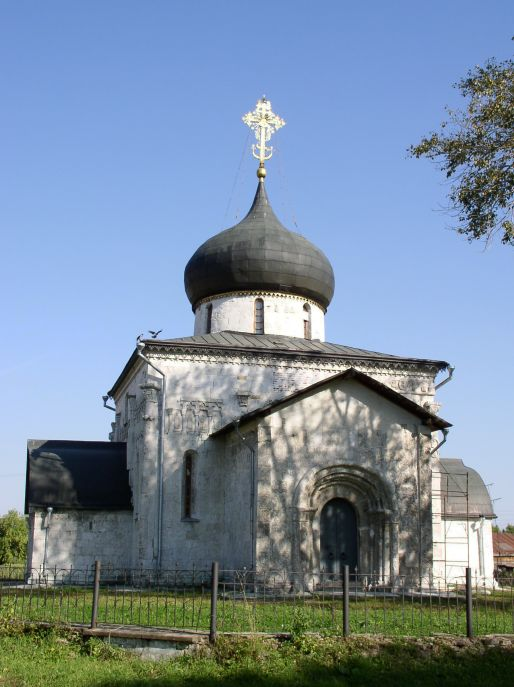
Georgsklostret.

Jurjev-Polskij (ryska Ю́рьев-По́льский) är en stad i Vladimir oblast i Ryssland, 91 kilometer nordöst om Moskva. Folkmängden uppgick till 19 031 invånare i början av 2015.
Bland stadens äldre byggnader märks Georgsklostret med en kyrka uppförd vid 1200-talets mitt efter bysantinskt mönster men med orientalisk prägel. Staden var tidigare känd för sin bomullsindustri och spannmålshandel.